# Tanasevitchia
Tachygyna es un género de arañas araneomorfas de la familia Linyphiidae. Se encuentra en Rusia.

## Lista de especies
Según The World Spider Catalog 12.0:
- Tanasevitchia strandi (Ermolajev, 1937)
- Tanasevitchia uralensis (Tanasevitch, 1983)